# Parafia św. Izydora w Marianowie
Parafia św. Izydora w Marianowie – parafia rzymskokatolicka w dekanacie garwolińskim diecezji siedleckiej. 
Pierwszy kościół parafialny drewniany wybudowano w 1925, obecny kościół parafialny murowany w stylu współczesnym powstał w latach 1990–1992 staraniem ks. Jerzego Domańskiego. Parafia ma akta parafialne od 1926 roku.

## Zasięg parafii
Terytorium parafii obejmuje Marianów, Uścieniec, Stoczek, Wilkowyję, Zakącie, Stary Żabieniec i Nowy Żabieniec.